# La estructura de las revoluciones científicas
La estructura de las revoluciones científicas (Thomas Kuhn, 1962) es un análisis sobre la historia de la ciencia. Su publicación marca un hito en la sociología del conocimiento y epistemología, y significó la popularización de los términos paradigma y cambio de paradigma.
Se publicó primero como monografía en la Enciclopedia internacional de la ciencia unificada (International Encyclopedia of Unified Science) y luego como libro por la editorial de la Universidad de Chicago en 1962. En 1969, Kuhn agregó un apéndice a modo de réplica a las críticas que había suscitado la primera edición.
Kuhn declaraba que la génesis de las ideas del libro ocurrió en 1947, cuando le fue encomendado dar una clase de ciencia para estudiantes de Humanidades, enfocándose en casos de estudio históricos. Más tarde declararía que hasta el momento nunca había leído ningún documento antiguo sobre temas científicos. La Física de Aristóteles era notablemente diferente a la obra de Newton en lo referido a conceptos de materia y movimiento. Llegó a la conclusión de que los conceptos de Aristóteles no eran «más limitados» o «peores» que los de Newton, solo diferentes.

## Sinopsis

### Enfoque
Kuhn adopta un enfoque de la historia de la ciencia y de la filosofía de la ciencia centrado en cuestiones conceptuales como qué tipo de ideas eran concebibles en un determinado momento, de qué tipo de estrategias y opciones intelectuales disponían las personas durante cierto período, así como la importancia de no atribuir modelos de pensamiento modernos a autores históricos. Desde esta posición, argumenta que la evolución de la teoría científica no proviene de la mera acumulación de hechos, sino de un grupo de circunstancias y posibilidades intelectuales sujetas al cambio.

### Ejemplos históricos
Kuhn ilustra sus ideas utilizando ejemplos extraídos de la historia de la ciencia.
Así, en un estado particular de la historia de la química, algunos científicos comienzan a explorar el concepto del atomismo. Muchas sustancias, al ser calentadas, presentan la tendencia a separarse en los elementos que la componen. En aquellos tiempos, una mezcla de agua y alcohol era clasificada como un compuesto químico. En la actualidad se le considera una mezcla, pero entonces no había razón para sospechar que no fuera un compuesto. El agua y el alcohol no se separan espontáneamente, pero pueden ser separados por medio del calentamiento. El agua y el alcohol se pueden combinar en cualquier proporción.
Un químico que favoreciera la teoría atomista consideraría que todos los compuestos constarían de elementos que serían combinables en proporciones fijas, como presentando una conducta normal, y toda excepción sería considerada una anomalía que podría ser explicada en el futuro.
Pero, por otro lado, si el químico creyera que las teorías de la atomicidad de la materia son falsas, todos los compuestos cuyos elementos se combinaran en proporciones fijas serían considerados anomalías que podrían ser explicadas en algún momento posterior, y todos los compuestos cuyos elementos pudieran ser combinados en cualquier proporción presentarían la conducta habitual de un compuesto.
Hoy en día el consenso favorece el punto de vista del atomismo. Pero si nos atuviéramos a pensar el problema utilizando solamente el conocimiento disponible en ese momento, ambos serían defendibles.

### La revolución de Copérnico
Acaso el ejemplo más famoso de revolución en el pensamiento científico es 
De Revolutionibus Orbium Coelestium, de Copérnico. En la escuela tolomeica (de Claudio Ptolomeo) se utilizaban los ciclos y epiciclos (junto con algunos conceptos adicionales) para construir un modelo explicativo de los movimientos de los planetas en un universo cuyo centro era una Tierra inmóvil. Dado el conocimiento de la época, era el enfoque más plausible. A medida que las observaciones astronómicas se hicieron más precisas, la complejidad de los mecanismos cíclicos y epicíclicos tolomeicos debió incrementarse para hacer coincidir lo más ajustadamente sus cálculos con las posiciones observadas de cada planeta. Copérnico propuso un sistema que tenía al Sol como centro, alrededor del cual orbitaban los planetas, uno de los cuales era la Tierra. Sus contemporáneos rechazaron su cosmología, y lo hicieron con pleno derecho, según Kuhn, dado que la cosmología de Copérnico carecía de credibilidad.
Kuhn ilustra cómo el cambio de paradigma fue posible sólo cuando Galileo Galilei introdujo sus nuevas ideas de movimiento. Intuitivamente conocemos que cuando un objeto es puesto en movimiento, finalmente se detiene. Aristóteles sostenía que esto era una propiedad de la Naturaleza: para que el movimiento se mantenga, algo debe continuar poniéndolo en movimiento. Para el conocimiento disponible en la época, era la hipótesis más sensata y razonable.
Galileo propuso una alternativa radical para explicar el hecho de que el movimiento se detenga: supongamos, decía, que los objetos finalmente se detienen porque están siempre sujetos a determinada fricción. Carecía de equipamiento para confirmar objetivamente su conjetura, pero sugirió que sin fricción que frenara al móvil, su tendencia inherente es mantener una misma velocidad sin necesidad de aplicarle ninguna fuerza adicional.
El enfoque tolomeico, que utilizaba los ciclos y epiciclos, comenzó a presentar problemas: el constante crecimiento en complejidad que se requería para dar cuenta de los fenómenos observables parecía no tener fin.
Johannes Kepler fue el primero en abandonar el paradigma tolomeico y sus herramientas conceptuales. Comenzó a explorar la posibilidad de que Marte tuviera una órbita elíptica en lugar de una circular. La velocidad angular no podía ser constante, pero resultó ser muy difícil encontrar una fórmula que describiese la forma en que se modificaba la velocidad angular. Luego de años de incesantes e infructuosos cálculos, Kepler dio con lo que hoy conocemos como la segunda de las leyes de Kepler. 
La conjetura de Galilei era simplemente eso: una conjetura. También lo fue la cosmología de Kepler. Sin embargo, cada una de ellas aumentó la credibilidad de la otra, y juntas cambiaron la percepción de la comunidad científica. Más adelante, Isaac Newton demostró que las tres leyes de Kepler podían derivarse de una única teoría del movimiento y del movimiento planetario. Newton unificó y solidificó el cambio de paradigma iniciado por Kepler y Galilei.

### Coherencia
Uno de los objetivos de la ciencia es encontrar modelos que den cuenta de la mayor cantidad de observaciones dentro de un marco coherente. La reformulación de la naturaleza del movimiento llevada a cabo por Galilei, junto a la cosmología de Kepler, representaban un marco coherente capaz de rivalizar con el Aristotélico/Ptolomeico.
Una vez que se ha dado el cambio de paradigma, es necesario reescribir los libros de texto. La historia de la ciencia suele ser asimismo habitualmente reescrita y presentada como una suerte de proceso inevitable que conduce al marco conceptual establecido en el momento. Existe la creencia implícita de que todo fenómeno de momento carente de una explicación, podrá ser explicado en un futuro dentro del marco conceptual establecido. Kuhn dice que los científicos pasan la mayor parte de su carrera (si no toda ella) resolviendo acertijos. Y lo hacen con gran tenacidad, dado que los éxitos del marco conceptual establecido tienden a generar una gran confianza en que el enfoque adoptado garantiza que existe una solución al acertijo, por difícil que sea. Este proceso es llamado  ciencia normal .
Cuando un paradigma es exigido hasta su límite, las anomalías — es decir la incapacidad de dar cuenta de fenómenos observados — comienzan a acumularse. La gravedad de éstas se juzga por aquellos que practican la disciplina en cuestión. Algunas pueden ser despreciadas como errores en la observación, mientras que otras pueden requerir algunos pequeños ajustes del paradigma actual que las explicaría en su momento. Pero a pesar del número o gravedad de anomalías que persistan o se acumulen, los científicos no pierden su fe en el paradigma mientras no exista una alternativa convincente; perder la fe en que todo problema tiene una solución equivaldría a dejar de ser un científico.
En cualquier comunidad científica hay individuos que se arriesgan más que la mayoría. Son los que, considerando que existe de hecho una crisis, adoptan lo que Kuhn denomina ciencia revolucionaria, intentando dar con alternativas a las presuposiciones aparentemente obvias e incuestionables en las que se basa el paradigma establecido. Lo que suele dar lugar a un marco conceptual que rivaliza con éste. El nuevo paradigma propuesto parecería poseer numerosas anomalías, en parte debido a estar aún incompleto. La mayoría de la comunidad científica se opondrá a cualquier cambio conceptual, y de acuerdo con Kuhn, obrará bien haciéndolo.
Para que una comunidad científica alcance su potencial necesita tanto de individuos arriesgados como de individuos conservadores. Existen numerosos ejemplos en la historia de la ciencia en los que la confianza en el marco conceptual establecido fue posteriormente corroborada. Es casi imposible predecir si las anomalías del nuevo paradigma propuesto podrán ser resueltas. Aquellos científicos que sean excepcionalmente hábiles para reconocer el potencial de una teoría, serán los primeros en preferir el nuevo paradigma. Esta etapa es seguida generalmente por un período en el cual hay quienes adhieren o uno o a otro de los paradigmas. Más adelante, si el paradigma propuesto logra unificarse y solidificarse, acaba por reemplazar al anterior, y se dice que tiene lugar un cambio de paradigma.

### Las tres etapas

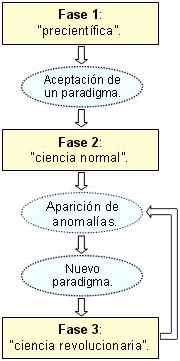
Esquema de las fases de la ciencia según Thomas Kuhn.

El autor distingue cronológicamente tres etapas.
En la primera, que es la fase pre-científica, y que se da una sola vez, no existe consenso sobre ninguna teoría en particular. Se caracteriza por presentar numerosas teorías incompatibles e incompletas. Si los individuos de una comunidad precientífica logran un amplio consenso sobre métodos, terminología, y la clase de experimentos que pueden contribuir a mayores descubrimientos, da comienzo la segunda fase, o ciencia normal. Toda ciencia puede atravesar luego, varias fases de ciencia revolucionaria

### Período de transición
El período de transición entre un paradigma y otro no es sencillo ni rápido. El autor cita el comentario de Max Planck, según el cual:
una nueva verdad científica no triunfa porque haya convencido a sus oponentes y le haya hecho ver la luz, sino más bien porque sus oponentes mueren finalmente, y una nueva generación crece más familiarizada con la mía '
Según Kuhn, el paradigma que precede un cambio de paradigma científico, es tan diferente del que lo sigue, que sus teorías no son comparables. El cambio de paradigma no es una mera revisión o transformación de una teoría aislada, sino que cambia la manera en que se define la terminología, la manera en que los científicos encaran su objeto de estudio, y acaso más importante aún, el tipo de preguntas consideradas válidas, así como las reglas utilizadas para determinar la verdad de una teoría particular. Plantea así la inconmesurabilidad de los paradigmas (imposibilidad de traducir las ideas de uno en las de otro, y por lo tanto de compararlos entre sí). Las nuevas teorías no serían, por tanto, meras extensiones de las antiguas, sino que conformarían visiones del mundo radicalmente diferentes.
Tal inconmensurabilidad existe no sólo antes y después de un cambio de paradigma, sino también en los períodos de convivencia y conflicto. Es imposible, según Kuhn, idear un lenguaje imparcial que pueda usarse para realizar una comparación neutral entre los paradigmas, pues los términos son parte integral de los mismos, y por lo tanto poseen diferentes connotaciones dependiendo de en cuál de ellos se los use. Según el autor, los defensores de cada paradigma se encuentran separados por un abismo insalvable : "Aunque cada uno de ellos puede albergar la esperanza de convertir al otro a su propia manera de ver la ciencia y sus problemas, ninguno puede esperar demostrar que está en lo cierto. La competencia entre paradigmas no es el tipo de batalla que puede ser resuelta sobre la base de pruebas. "
Según Kuhn, las herramientas probabilísticas utilizadas por los verificacionistas son inherentemente inadecuadas para la tarea de decidir entre teorías en conflicto, dado que ellas mismas pertenecen a los mismos paradigmas que buscan comparar. De manera similar, las observaciones tendientes a "falsar" una teoría caen dentro de uno de los paradigmas que pretenden ayudar a comparar, serían asimismo inadecuadas para el caso. Kuhn insiste en que el concepto de falsabilidad no es útil para entender por qué la ciencia se ha desarrollado de la manera en que lo ha hecho. En la práctica científica, los científicos consideran la posibilidad de que una teoría ha sido “falsada” (refutada) si cuentan con una teoría alternativa creíble. En ausencia de tal alternativa, los científicos continuarán dentro del marco del paradigma establecido. Si ocurre un cambio de paradigma, los libros de texto se reescriben declarando que las teorías previas han sido refutadas (“falsadas”).

## Críticas
Se ha criticado que los conceptos de paradigma, inconmensurabilidad y regla no son desarrollados de manera cabal en la obra, faltando un juicio crítico de cómo se han desarrollado esos conceptos en la historia de la ciencia, así como la falta de atención a los debates filosóficos existentes en la materia.
Stephen Toulmin, en su trabajo de 1972 La Comprensión Humana, argumentó que una imagen más realista de la ciencia que la presentada en el libro de Kuhn admitiría el hecho de que las revisiones en la ciencia tienen lugar con mucha más frecuencia y son mucho menos dramáticas de lo que se señala en la obra. En opinión de Toulmin, tales revisiones ocurren con bastante frecuencia durante los períodos de lo que Kuhn llamaría "ciencia normal".
Por otro lado, Carl Kordig critica el concepto de inconmensurabilidad, señalando que era un concepto muy radical, siendo posible admitir la existencia de revoluciones y cambios de paradigma en la ciencia al tiempo que reconoce que las teorías que pertenecen a diferentes paradigmas pueden compararse y confrontar en el plano de observación.
Asimismo, en el campo de la relación entre inconmensurabilidad y percepción, Jerry Fodor plantea que la relación es espuria, dando como ejemplo la evidencia de la psicología cognitiva experimental, en especial la persistencia de las ilusiones perceptivas (pone de ejemplo la ilusión de Müller-Lyer). Con esto se demostraría la impenetrabilidad de la percepción con el conocimiento de fondo de los sujetos.
Otros críticos, como Israel Scheffler, Hilary Putnam y Saul Kripke, se han centrado en la distinción hecha por Frege entre sentido y referencia para defender el realismo científico. Scheffler sostiene que Kuhn confunde los significados de términos como "masa" con sus referentes. Si bien sus significados pueden diferir muy bien, sus referentes (los objetos o entidades a las que corresponden en el mundo externo) permanecen fijos.